# Jazz Samba
Jazz Samba es un álbum de bossa nova/jazz del saxofonista Stan Getz con el guitarrista Charlie Byrd, grabado y lanzado en 1962 bajo el sello Verve Records.
Producido por Creed Taylor, Jazz Samba fue uno de los álbumes clave en el aumento de la popularidad de la bossa nova en Estados Unidos, luego de obtener enorme éxito tanto crítico y comercial.
Fue nominado a cuatro Premios Grammy en 1963: Grabación del año (por "Desafinado"), Álbum del año (Getz y Bird), Mejor interpretación de jazz - Solo o grupo pequeño (instrumental) (Getz por "Desafinado") y Mejor carátula de álbum (John Murello), ganando en la categoría Mejor interpretación de jazz.
Hasta el día de hoy, Jazz Samba es considerado uno de los álbumes más exitosos de jazz, logrando vender 500,000 copias solo en Estados Unidos, y manteniéndose por 70 semanas en el Billboard 200, registrando el #1 en marzo de 1963.

## Antecedentes y desarrollo
La bossa nova nació a fines de la década de 1950 en Brasil, como una fusión de samba y jazz, siendo João Gilberto y Elizeth Cardoso sus primeros exponentes.
Ya a inicios de 1960, el género se había consolidado definitivamente en el escenario musical de Brasil, donde destacaron, además de Gilberto y Cardoso, Antônio Carlos Jobim, Vinícius de Moraes, Baden Powell, Oscar Castro-Neves, Sérgio Mendes, Airto Moreira, entre otros.
En 1961, Charlie Byrd se encontraba de viaje en Sudamérica, acompañado de sus colegas de banda: el bajista Keter Betts y el baterista Buddy Deppenschmidt. Pasaron más de una semana en Brasil, donde pudieron escuchar la bossa nova, y se dedicaron a aprender a tocar los complejos ritmos y síncopas con músicos locales.
Una vez de regreso a Washington D. C., Byrd y sus músicos comenzaron a incorporar ritmos y canciones de bossa nova en sus conciertos, y decidieron incorporarlo para su próximo disco. Sin embargo, el sello discográfico de Byrd Riverside Records y su propietario, Orrin Keepnews, no estaban interesados en la idea. Pocos músicos habían experimentado con la música brasileña previamente (entre ellos Dizzy Gillespie, Herbie Mann, Curtis Fuller, Bud Shank y Stan Kenton en compañía de Laurindo Almeida), con poca difusión y escaso impacto comercial.
Mientras tanto, Byrd y su grupo continuaron ensayando, cada vez con más formalidad. En sus progresos, pensaron en la necesidad de incorporar otra voz instrumental, como el saxofón, consierando como opciones a Paul Desmond y Stan Getz.
Sobre la reunión de Byrd con Getz hay dos versiones: la primera, relata que Byrd y su esposa Ginny asistieron a un concierto de Getz en diciembre de 1961 y luego lo invitaron a almorzar al día siguiente, ocasión en que Byrd le presentó a Getz lo que su banda había logrado en el género; la segunda, es que al decidir grabar un álbum de bossa nova, Byrd contactó a Creed Taylor, el productor de jazz de Verve Records, sello que tenía a Getz bajo contrato. Byrd le presentó su plan a Taylor, y le sugirió que Getz sería perfecto para el proyecto.
Taylor, un joven productor de 33 años en ese entonces, tenía visión de futuro buscando conceptos importantes e innovadores a la hora de hacer discos. Además, Verve fue financiado por la poderosa MGM Records, por lo que no desperdiciaría una oferta que considerara auspiciosa. Orrin Keepnews también era un productor con visión de futuro (incorporó a Thelonious Monk en un momento en que nadie lo contrataba), pero Riverside era todavía un sello independiente bastante más pequeño, por lo que si el proyecto de Byrd fracasaba, a Keepnews le habría costado su puesto. Como a Taylor le gustó la propuesta y la música que Byrd le presentó, aceptó hacer el álbum y proporcionar a Getz como saxofonista del proyecto.
La grabación de Jazz Samba se llevó a cabo el 13 de febrero de 1962 en un pequeño auditorio llamado Pierce Hall en la iglesia unitarista de Todas las Almas (All Souls Unitarian Church) en Washington D. C.. Taylor y Getz viajaron desde Nueva York, llegando a las 02:00 PM. El ingeniero en sonido Ed Green instaló una grabadora de cinta portátil Ampex y empezó el registro de las pistas seleccionadas. Gracias a los ensayos previos de los músicos (Getz, Byrd, los bajistas Ketter Betts y Joe Byrd, hermano de Charlie, y los bateristas Buddy Deppenschmidt y Billy Reichenbach), la sesión duró aproximadamente tres horas. A las 06:00 PM, Taylor y Getz estaban de regreso a Nueva York.
Finalmente, el título del álbum fue elegido por Taylor, en contra del consejo de los ejecutivos de marketing de Verve que consideraban que la palabra "jazz" perjudicaría las ventas del álbum. Ante la alternativa "bossa nova", el sello prefirió quedarse con palabras que ya habían escuchado antes. El escritor Dom Cerulli proporcionó las notas de álbum que discutían el concepto, los músicos y las canciones, pero nunca mencionó el término "bossa nova". Taylor eligió una pintura abstracta de la pintora puertorriqueña Olga Albizu y programó el lanzamiento de Jazz Samba para dos meses posteriores a su grabación.

## Contenido
El material ensayado por los músicos fue una colección de sambas y bossa novas, incluidas dos de Antônio Carlos Jobim, y un uptempo original de Byrd con una aproximación cercana al sonido de bossa. El productor Creed Taylor pidió a Getz y Byrd que agregaran una samba popular llamada "Baia" (también conocida como "Bahia") a la lista de canciones, para tener al menos una canción fácilmente reconocible dentro del repertorio.
La canción que abre el álbum, "Desafinado", fue lanzada como sencillo en mayo de 1962, sin mayor repercusión en el mercado en un principio. Luego de cuatro meses, ingresó al Hot 100 de Billboard, alcanzando su peak en noviembre del mismo año en la posición #15, con una permanencia de 16 semanas en la lista, todo un éxito para una grabación instrumental de jazz.
"Samba Dees Days" es la única pieza original, y fue compuesta por Byrd. "O pato", escrita por Jayme Silva y Neuza Teixeira, fue grabada por João Gilberto en 1960 en su álbum O amor, o sorriso e a flor. "Samba triste", de Baden Powell y Billy Blanco, es original de Rosana Toledo, y es la última canción del lado A.
"Samba de uma nota só" abre la segunda parte del álbum. Compuesta por Jobim y con letras de Newton Mendonça, la primera versión fue de Gilberto en 1960. "É luxo só" y "Bahia", las dos últimas instrumentales, fueron escritas por Ary Barroso, uno de los compositores y músicos más influyentes e importantes de Brasil, sobre todo en la época pre-bossa nova.

## Carátula
La pintura de la portada es obra de la artista puertorriqueña Olga Albizu, una de las pioneras del expresionismo abstracto en Nueva York y su natal Puerto Rico.
Respecto a la elección de la carátula, Creed Taylor comentó: "bossa nova era un nuevo género, con el que nadie sabía ni podía identificarse. Incluso fue difícil para algunas personas pronunciarlo. Entonces llegó Jazz Samba. Pensé que lo mejor que podía hacer era representar la música con una pintura abstracta. Alguien trajo a la artista (Albizu) y la imagen se veía perfecta. No había ninguna declaración en particular sobre lo que era jazz samba, porque no hubo jazz samba hasta Jazz Samba. No había imagen gráfica preexistente para acompañarlo. Hubiera sido un error poner a Getz en esa portada porque tenía una asociación tan sólida con la comunidad del jazz. También tuve un problema con la administración de la compañia discográfica: "Jazz no vende, ¿por qué lo vas a llamar Jazz Samba?"... porque eso es lo que es. Nadie podría entenderlo, ¿qué es una bossa nova? No significaba nada."
Conforme con la elección, otros trabajos de Albizu también fueron usados en la carátula de otros álbumes de Getz, tales como Big Band Bossa Nova, Jazz Samba Encore!, Getz/Gilberto, Getz/Gilberto Vol. 2 y Getz/Gilberto '76.

## Recepción crítica
Jazz Samba fue aclamado por la crítica en el momento de su lanzamiento, y hasta el día de hoy sigue cosechando logros y éxitos.
Steve Huey de Allmusic escribió "en parte por sus colaboradores brasileños y en parte por "Garota de Ipanema", Getz/Gilberto es casi siempre reconocido como el LP de bossa nova de Stan Getz. Pero Jazz Samba es igual de crucial e innovador; después de todo, llegó primero, y de hecho fue el primer álbum completo de bossa nova grabado por músicos de jazz estadounidenses. Y fue igual de exitoso comercialmente, encabezando las listas de LP y produciendo su propio sencillo hit "Desafinado". Fue el verdadero comienzo de la moda de la bossa nova, e introdujo varios estándares del género (incluyendo "Bahia" de Ary Barroso, "Desafinado" y "Samba de uma nota só" de Antônio Carlos Jobim). Pero, sobre todo, Jazz Samba se destaca por su propio mérito artístico como una colección brillante y elegante que es tan sutilmente avanzada, en armonía y ritmo, como hermosa. Getz y su compañero, el guitarrista Charlie Byrd, quien en realidad fue el responsable de llevar los registros de bossa nova a los Estados Unidos y de presentar a Getz el estilo, tienen el toque perfecto para la delicada y aireada textura de bossa nova. Por su parte, Byrd fue uno de los primeros músicos estadounidenses en dominar las difíciles y burbujeantes síncopas de bossa nova, y sus solos son ligeros y estimulantes. Mientras tanto, la interpretación de Getz es excelente, ofreciendo simultáneamente un tono cálido y completo control de la dinámica; además, las armonías suavemente extravagantes de Byrd parecen estimular la inventiva melódica de Getz aún más de lo habitual. Pero más allá de la técnica, Getz entiende intuitivamente el romanticismo y trasfondo de la melancolía inherente a la música, y eso es lo que realmente convirtió a Jazz Samba en un clásico tan revelador. Absolutamente esencial para cualquier colección de jazz." Finalmente, Huey citó como pistas destacadas (track pick) a "Desafinado", "Samba triste" y "Samba de uma nota só".
Billboard en su edición del 5 de mayo de 1962 señaló: "otro hermoso conjunto del saxofonista tenor Stan Getz. Es otro LP muy inusual, que sigue los pasos de su álbum Focus. Esta vez Getz toca contra un ritmo de samba ingeniosamente arreglado por Charlie Byrd. El provocativo trabajo de guitarra del arreglista también es muy evidente. Es el trabajo de una banda pequeña que está vivo y es muy satisfactorio. "Baia", "Samba Dees Days" y "Samba triste" son solo algunas de las siete magníficas pistas." En la misma publicación, en la sección Best Tracks from the Spotlight LP's indicó a "Baia" como la mejor canción del álbum.
John S. Wilson publicó el 21 de junio de 1962 en la revista Down Beat: "haciendo equipo con el brillante Charlie Byrd y respaldado por una sección de ritmo magníficamente oscilante, Getz está involucrado aquí en un variado grupo de sambas que son melódicamente encantadoras, rítmicamente atractivas y, en los solos y duetos de Getz y Charlie, constantemente provocativos. Las interpetaciones en Jazz Samba son pequeñas gemas bellamente convertidas e interpretadas por un par de brillantes músicos de jazz que parecen estar muy en sintonía." De una calificación máxima de 5 estrellas, Wilson le otorgó 4 y media.
En 2008, Verve Records lanzó el box set Stan Getz: The Bossa Nova Albums donde recopila cinco de sus más importantes álbumes de la época: Jazz Samba (1962), Big Band Bossa Nova (1962), Jazz Samba Encore! (1963), Getz/Gilberto (1964) y Getz/Almeida (1966). Sobre Jazz Samba , Chris May de All About Jazz escribió: "Getz reconoció la música en los discos brasileños como escenarios perfectos para su estilo de improvisación intensamente lírico y su sonido de saxofón maravillosamente bruñido (...) Getz y bossa nova fueron hechos el uno para el otro." El vibrafonista Gary Burton, quien se unió a la banda de Getz en 1964, relató durante una entrevista para Down Beat al año siguiente "Stan toca la melodía de una melodía (...) y parece como si la escribiera justo en ese momento... cuando hace solos, las melodías que inventa suenan más ricas que la melodía escrita." De un posible de 5 estrellas, la revista le otorgó 5.

## Recepción comercial
Contrario a las proyecciones del productor Creed Taylor, quien pensaba que el álbum no sería popular, Jazz Samba fue un enorme éxito comercial.
En la lista Top LP de Billboard, formato monoaural, debutó el 15 de septiembre de 1962 en el puesto #141, casi cinco meses después de su lanzamiento. Ya el 20 de octubre del mismo año se encontraba en la posición #9, y se mantuvo durante 24 semanas consecutivas en el Top 10 de la lista. Su puesto más alto fue el #3, manteniéndose por tres semanas consecutivas (entre el 8 y 22 de diciembre de 1962), y por cuarta vez el 26 de enero de 1963. Su último registro fue el 11 de enero de 1964, en la posición #124, logrando permanecer 70 semanas en la lista.
En el formato stereo de la misma lista (ambas se fusionarían el 17 de agosto de 1963, convirtiéndose en la actual Billboard 200) debutó el 6 de octubre de 1962 en la posición #46. El 27 de octubre registró el #8, y se mantuvo en el Top 10 durante 33 semanas, de las cuales 26 fueron de manera consecutiva. Su posición más alta fue el 9 de marzo de 1963, en el #1 de la lista, por una semana. En la posición #2 permaneció quince semanas antes y dos semanas después de su peak. El 10 de agosto del mismo año, última semana previa a la fusión de ambas listas, estaba en el puesto #38, permaneciendo por 45 semanas en total.
En tres ediciones de 1963 de la misma revista, el 5 de enero, 9 de febrero y 16 de marzo, Jazz Samba fue posicionado en el #1 de la lista Best Selling Jazz Albums. En las publicaciones del 13 de abril y 11 de mayo del mismo año, registró el #5 y #7 respectivamente.
En Alemania, el álbum permaneció durante ocho semanas en lista, y alcanzó el #16 como posición más alta.
En el Reino Unido apareció en el UK Albums Chart el 23 de febrero de 1963 en el puesto #15, que también sería su peak. Se mantuvo durante 7 semanas en lista, retirándose en la posición #19 el 4 de mayo del mismo año.
Jazz Samba vendió medio millón de copias en 18 meses, y se convirtió en el único álbum de jazz en alcanzar el número 1 en la lista pop de Billboard.

## Impacto y legado
Aunque Jazz Samba no fue el primer trabajo de jazz inspirado en Brasil por músicos estadounidenses, su éxito crítico y comercial fue en gran medida responsable del interés del público por la bossa nova.
Sumado a los logros en ventas, el álbum también se alzó con cuatro nominaciones a los premios Grammy en 1963, dos de ellos en las categorías más importantes: Grabación del año por "Desafinado", Álbum del año, Mejor interpretación de jazz - Solo o grupo pequeño (instrumental) (Stan Getz por "Desafinado") y Mejor carátula de álbum (John Murello). Finalmente, Getz ganó en la categoría Mejor interpretación de jazz.
Después de Jazz Samba, Getz grabaría dos álbumes más dando lugar a una trilogía, compuesta con Big Band Bossa Nova de 1962, y Jazz Samba Encore! de 1963. El primero, una versión con big band acompañado por Gary McFarland, el segundo, su primer trabajo de bossa nova acompañado de músicos brasileños, entre ellos Luiz Bonfá, Maria Toledo y Antônio Carlos Jobim. Sin embargo, la discográfica y sus productores ya pensaban en competir directamente con otros artistas exitosos de la época, debido al auge del rock & roll en detrimento del jazz.
Después de un exitoso concierto en el Carnegie Hall, donde se presentaron importantes artistas de la bossa nova como João Gilberto, Jobim, Bonfá, Sérgio Mendes, entre otros, con la intención de difundir la música brasileña en los Estados Unidos, el productor Creed Taylor reunió a Getz y Gilberto para crear una "documentación histórica" del género musical, iniciando en 1963 las grabaciones del futuro Getz/Gilberto, lanzado en 1964 y convirtiéndose rápidamente en el mayor triunfo crítico y comercial del género hasta el día de hoy.

### Problemas legales
El éxito de Jazz Samba generó una fricción sustancial entre Getz y Byrd, ya que este último demandó a Verve (en ese entonces propiedad de MGM) en septiembre de 1964, aduciendo que había recibido sólo una compensación de rutina, comparado a las altas regalías que recibía Getz, además de ser omitida su participación en la versión editada de 2:01 del sencillo "Desafinado", perjudicándolo econónicamente. Luego de tres años, obtuvo USD 50,000 más regalías futuras por el álbum.

### Elogios
En 2010, John Fordham de la revista The Guardian elaboró la lista 50 grandes momentos en el jazz (50 great moments in jazz) donde posicionó en el puesto n°34 la colaboración entre Getz y Byrd en Jazz Samba. Robert Dimery también incluyó al álbum en el libro 1001 discos que hay que escuchar antes de morir, del año 2005.

## Lista de canciones

### Versión LP
- Lado A

| N.º | Título            | Escritor(es)                           | Duración |  |
| 1.  | «Desafinado»      | Antônio Carlos Jobim · Newton Mendonça | 5:47     |  |
| 2.  | «Samba Dees Days» | Charlie Byrd                           | 3:30     |  |
| 3.  | «O pato»          | Jayme Silva · Neuza Teixeira           | 2:35     |  |
| 4.  | «Samba triste»    | Baden Powell · Billy Blanco            | 4:45     |  |

- Lado B

| N.º | Título                 | Escritor(es)               | Duración |  |
| 5.  | «Samba de uma nota só» | Jobim · Mendonça           | 6:07     |  |
| 6.  | «É luxo só»            | Ary Barroso · Luís Peixoto | 3:40     |  |
| 7.  | «Bahia» (o Baia)       | Barroso                    | 6:35     |  |

### Versión CD
| N.º | Título                             | Escritor(es)                           | Duración |  |
| 1.  | «Desafinado»                       | Antônio Carlos Jobim · Newton Mendonça | 5:47     |  |
| 2.  | «Samba Dees Days»                  | Charlie Byrd                           | 3:30     |  |
| 3.  | «O pato»                           | Jayme Silva · Neuza Teixeira           | 2:35     |  |
| 4.  | «Samba triste»                     | Baden Powell · Billy Blanco            | 4:45     |  |
| 5.  | «Samba de uma nota só»             | Jobim · Mendonça                       | 6:07     |  |
| 6.  | «É luxo só»                        | Ary Barroso · Luís Peixoto             | 3:40     |  |
| 7.  | «Bahia» (o Baia)                   | Barroso                                | 6:35     |  |
| 8.  | «Desafinado» (versión sencillo 7") | Jobim · Mendonça                       | 2:00     |  |

## Personal

### Producción
- Producido por Creed Taylor para Verve Records.
- Arreglos: Charlie Byrd.
- Ingeniería (grabación): Ed Green.
- Notas de álbum: Dom Cerulli.
- Pintura (carátula): Olga Albizu.
- Grabado en Pierce Hall, All Souls Unitarian Church, Washington D. C., 13 de febrero de 1962

### Músicos
- Stan Getz: saxofón tenor
- Charlie Byrd: guitarra
- Gene Byrd: guitarra, contrabajo
- Keter Betts: contrabajo
- Bill Reichenbach: batería
- Buddy Deppenschmidt: batería

## Premios y nominaciones
| Año  | Premio | Categoría                                                          | Receptor                   | Resultado |
| ---- | ------ | ------------------------------------------------------------------ | -------------------------- | --------- |
| 1963 | Grammy | Grabación del año                                                  | "Desafinado"               | Nominado  |
| 1963 | Grammy | Álbum del año                                                      | Jazz Samba                 | Nominado  |
| 1963 | Grammy | Mejor interpretación de jazz - Solo o grupo pequeño (instrumental) | Stan Getz por "Desafinado" | Ganador   |
| 1963 | Grammy | Mejor carátula de álbum                                            | John Murello               | Nominado  |

## Posicionamiento en listas
| Lista (1962 a 1964)                | Mejor posición | Semanas en lista |
| ---------------------------------- | -------------- | ---------------- |
| Alemania                           | 16             | 8 semanas        |
| UK Albums Chart                    | 15             | 7 semanas        |
| Billboard Top LP (Mono)            | 3              | 70 semanas       |
| Billboard Top LP (Stereo)          | 1              | 45 semanas       |
| Billboard Best Selling Jazz Albums | 1              | 5 semanas        |